# STS-83
STS-83 var en flygning i det amerikanska rymdfärjeprogrammet med rymdfärjan Columbia. Den sköts upp från Pad 39A vid Kennedy Space Center i Florida den 4 april 1997. Efter nästan fyra dagar i omloppsbana runt jorden återinträdde rymdfärjan i jordens atmosfär och landade vid Kennedy Space Center.
Färden fick avbrytas efter endast tre dagar, då man fått problem med en av rymdfärjans bränsleceller. Experimenten flög igen senare samma år med samma besättning och på samma rymdfärja, den flygningen fick namnet STS-94.

## Besättning
- James D. Halsell
- Susan L. Still
- Janice E. Voss
- Donald A. Thomas
- Michael L. Gernhardt
- Roger Crouch
- Greg Linteris